# 被爱
《被爱》是一款浏览器平台游戏，由澳大利亚图形设计兼美术师Alexander Ocias开发。Ocias花费约半年空闲时间，以Adobe Flash编写出游戏。游戏于2010年6月在各游戏托管网站在线发布，并获得大量称赞与关注，评论称游戏虽操控不佳却引人深思。

## 玩法
旁白首先会问玩家的性别，玩家若选男性，则旁白会称玩家“女孩”，反之则称玩家“男孩”。玩家用方向键控制玩家移动、跳跃或弯下身体。旁白会间或为玩家下指示，有时是指导完成目标，但更多是让玩家自杀的操作（如跳入布满尖锥的坑中）。一般而言，玩家遵照指示会看到祝贺的弹幕，不遵循指示则会看到无理的语句。玩家角色和环境都用单调的黑白两色表示；玩家操作若违反旁白的指示，画面就会出现彩色图块，而玩家若遵从指示，画面就会更精细，但色彩仍为黑白。

## 开发
《被爱》制作耗时约半年，并从探索游戏改为挖掘建造类冒险游戏，再到最终敲定的平台游戏。Ocias用他“一点自学的编程知识”，在自由时间断断续续的创作游戏。虽然游戏开发未使用库，但他表示了自己在制作末期对此的渴望唯一的。Ocias称，他需要研究如何实现“某些繁琐的小事”，比如生成文字元素，以及命令Flash读取瓦片地图（Tile map）。
Ocias称，《被爱》的主题是统治与权力，但更完整的答案是“挑战游戏的观点”。他制作意图的游戏是让人思考其正所玩的游戏——他看到电子游戏业大多所正回避的趋势。游戏通过两方面激发玩家反抗——第一是采用“情感策略”中的风险与奖励原理；第二是理解网上人们的意识。Ocias为详述灵感，援引了《最后的守护者》，《杀出重围：人类革命》等游戏作品，以及Thatgamecompany和Eidos蒙特利尔等公司——他称它们展示了电子游戏的“巨大深度”，及其实验与研究。最后Ocias称尽管他不喜欢“强行喂食”的玩家，但下次将尝试机制和主题不同的游戏。
《被爱》于2010年6月14日，以免费软件形式，推出与Newgrounds、Kongregate和Ocias的官方网站。

## 评价
游戏一经发布就获得玩家的大量称赞和关注，此外另有怀旧评论。《连线》的Duncan Geere称，《被爱》充分利用了“游戏表面是比音乐和电影更好的媒介，大多数玩家却被设计牵着走”的悖论，是一款“相当高雅的午餐游戏”。Rock, Paper, Shotgun的投稿者Kieron Gillen称《被爱》氛围“着实难以忍受”，同时游戏对自由意志和支配间的思考“真的相当优秀”。Indie Game Reviewer称，游戏体现了他们最喜爱独立游戏的许多优秀特质。
意大利杂志《Dude》将游戏列入其16款最喜爱独立游戏榜单。
Gamasutra的Justin Kranzl在Ocias的采访中表示，游戏体验挑战了“人们可以控制旁白和游戏机制权重的假设”。PopMatters的Kris Ligman虽然称“只够能玩”的游戏操控令人抓狂，但同时也表示这“皆是作品需要”。Kill Screen的Chris Priestman认为游戏诱导了“本能反应”，并称其贯穿性的潜在倾向。IndieGames.com的Michael Rose除摘录Gillen的观点外，还游戏控制“有点不扎实”，不过“绝对值得一试”。在网站Tim W. 的2010年十大网页平台游戏榜单中，游戏位居第二。Rose后来的《不得不玩的250款独立游戏中》一书中，再次推荐了游戏称，玩家按其选择可以看到不同结局。Brittany Vincent在G4官方网站的稿中称，作品对支配与顺从的关系的描写，以及媒体推动人类情感边界的“奇妙构思”，显出其“格外新奇”。